# پوتپچه
پوتپچه (به صربی: Potpeće) یک منطقهٔ مسکونی در صربستان است. پوتپچه ۴۵۶ متر بالاتر از سطح دریا واقع شده‌است.